# Bertha von Brukenthal
Bertha von Brukenthal (Viena, 14 de març de 1846 - Gainfarn, 18 de juliol de 1908) fou una compositora austríaca.
Bertha von Brukenthal era la filla menor del funcionari Karl Ludwig Freiherr Czekelius von Rosenfeld de Transsilvània i de la seva dona Caroline, née comtessa von Gatterburg. De petita va rebre classes de piano i violí i després va estudiar amb el pianista Julius Epstein. També va prendre lliçons de cant de la cantant Betty Bury. El 1865 es va casar amb Hermann Freiherr von Brukenthal, que va morir de pneumònia set anys després. Després va començar a estudiar amb Otto Müller, que era professor d'harmonia i composició a l'escola de música religiosa de l'Associació General de Música Religiosa de Viena.
La primera de les seves composicions, la Marche funèbre per a piano, va ser publicada per Wiener Verlag el 1866. Fins al 1877 va publicar altres obres per a Bösendorfer a Viena, J. Gross a Innsbruck, Julius Schuberth & Co. i Breitkopf & Härtel a Leipzig. Després de 1890 va publicar nombrosos lieder. Moltes de les seves obres s'han perdut, i només s'ha conservat un petit nombre de lieder, una Missa solemnis (1871), un Ave Maria, un ofertori, una romança per a violoncel i piano, una serenata per a violí i piano, una col·lecció de sis peces per a cor masculí i algunes peces de piano.